# Ôn Tộ Vương
Ôn Tộ, hay Onjo, (? - 28; trị vì: 18 TCN – 28) là vị vua đầu tiên của Bách Tế, một trong ba Tam Quốc tại bán đảo Triều Tiên. Theo Tam Quốc Sử ký, ông là sư tổ tất cả các vị vua của Bách Tế.

## Khai Sinh
Ôn Tộ - Onjo là con trai riêng của So Seo-no, con gái một Tộc trưởng của một bộ tộc nhỏ có tên gọi là Quế Lưu (Gye-ru) và Wootae, và cũng là hoàng tử thứ ba của Cao Cấu Ly. Ông là em trai của Lưu Ly Minh Vương, vị vua thứ hai của Cao Câu Ly, và cũng là em trai của Biryu, Onjo được miêu tả trong sử sách là người lập quốc Bách Tế.

## Thành lập và phát triển của Bách Tế
Đông Minh Vương Jumong có ba người con trai: Lưu Ly, Biryu, và Ôn Tộ. Khi Lưu Ly - Yuri, được sinh bởi người vợ trước của Đông Minh Vương tại Đông Phù Dư Dongbuyeo, đã đến Cao Khấu Ly [Goguryeo] trở thành người trị vì triều đại này, thì Biryu and Onjo đã cùng mẹ So Seo-no đã xuống phía nam thành lập nhà nước riêng của mình.
Theo Tam quốc di sựSamguk Yusa, Biryu lập Michuhol (미추홀/彌鄒忽), nhưng triều đại này không kéo dài. Khu vực ngày nay của Michuhol đang trong tranh luận; nó được nhận định là Incheon trong thời gian dài, nhưng gần đây lại được gợi ý là Asan, Nam Chungcheong. Onjo lập quốc riêng ở Wiryeseong, và đặt tên là Sipje (십제/十濟).
Bách tính của Biryu gia nhập Sipje sau khi Biryu chết và Onjo đổi tên nước thành Bách Tế [Baekje]. Sau đó, kinh đô của Bách Tế được dời đến niềm nam Hanam Wiryeseong bởi vì Malgal tọa lạc phía bắc còn Nangnang thì nằm phía đông. Sự dời đô mới nhất này tương ứng với vùng Hán Thành [Seoul] ngày nay. Trong năm thứ 3 BC và 8 BC, tộc Malgal đã tấn công ở phương bắc, nhưng trong cả hai lần, Onjo lập tức dẫn đầu quân đội và giành chiến thắng trước ngoại bang. Trong năm thứ 5 BC, Onjo dời kinh đô đến Ung-Chun(웅천) và gởi một sứ thần đến Liên minh Mahan để kể cho ông biết những hoạt động gần đây của Mahan.
Vào lúc này, Onjo đã hoàn tất kế hoạch xâm chiếm Mahan và Jinhan. Trước năm thứ 7 AD, ông đã chuẩn bị xong quân đội cho cuộc chiến và cuối cùng tấn công trong suốt năm thứ 8 AD. Trong năm thứ 8 AD, ông đã bí mật đưa quân đội áp sát biên giới, nhưng lại đánh lùa rằng ông sẽ đi săn tận rừng sâu. Ngay lập tức, tất cả quân Mahan trừ 2 pháo đài đã bị tiêu diệt. Thần dân của 2 pháo đài Mahan cuối cùng này đã quy hàng Onjo và đã được chấp thuận. Vua Mahan, tuy nhiên, cố tình tự vẫn và để lại một lá thư cho Onjo, đề nghị ông ta chăm lo những thần dân Mahan với sự khoan dung và độ lượng. Onjo đã chấp thuận thỉnh cầu cuối cùng của Vua Mahan và làm theo lời ông.
Triều đại Bách Tế [Baekje] đã phát triển vượt bậc, nhiều pháo đài được xây dựng trong mỗi năm. Hòa bình kéo dài trong 8 năm cho đến năm 16, khi tổ tiên Mahan xưa gây ra cuộc nổi loạn. Onjo lập tức dẫn 5.000 quân và đã đàn áp thành công cuộc nổi loạn đó. Ngay sau việc này, tộc Malgal tiếp tục xâm lăng năm 22, nhưng lại một lần nữa bị thất bại trước Onjo và đội quân của ông.

## Cái chết và sự Kế vị
Onjo mất năm 28, sau 46 năm trị vì. Ông đã để lại ngai vàng cho người con trai cả Daru. Onjo đã đưa đất nước trở thành một triều đại hùng mạnh kéo dài 678 năm với 31 đời vua.